# Rigidez articular
La  rigidez articular  o  rigidez en las articulaciones  (en inglés  Joint stiffness) puede ser el síntoma de dolor al mover una articulación, el síntoma de una pérdida del rango de movimiento o el signo físico de una reducción en el rango de movimiento. Los médicos prefieren emplear los dos últimos términos, pero generalmente los pacientes suelen utilizar el primero.

## Utilización del término
- El dolor en el movimiento  es causado normalmente por artrosis, a menudo en grados muy leves, y otras formas de artritis. También puede ser causada por una lesión o uso excesivo de la articulación y raramente por causas más complejas de dolor como una infección o una neoplasia. La amplitud de movimiento puede ser normal o limitada por el dolor.
- Pérdida del movimiento  (síntoma): el paciente nota que la articulación (o varias articulaciones) no se mueven con el mismo recorrido que tenían o que precisan tener. La pérdida de movimiento es una característica de las fases más avanzadas de artritis, incluyendo osteoartritis, artritis reumatoide y espondilitis anquilosante.
- Pérdida del rango de movimiento  (signo): el examen de los informes médicos o profesionales indica que el rango de movimiento de la articulación es inferior al normal. En un examen de rutina por parte de un ortopédico cirujano o reumatólogo a menudo se dará especial atención a este hecho. La amplitud de movimiento puede ser medida y comparada con el otro lado y con los rangos normales. Este signo está asociado con las mismas causas que el síntoma. En casos extremos, pero cuando la articulación no se mueve en absoluto se dice que está anquilosada.[2]

## Rigidez matutina
"Rigidez matutina" es un dolor y rigidez, típico de las mañanas después de la inmovilización del descanso nocturno, que no se alivia hasta después que se ha utilizado la articulación en su conjunto, es característico de la artritis reumatoide